# エウリュトス (スパルタ人)

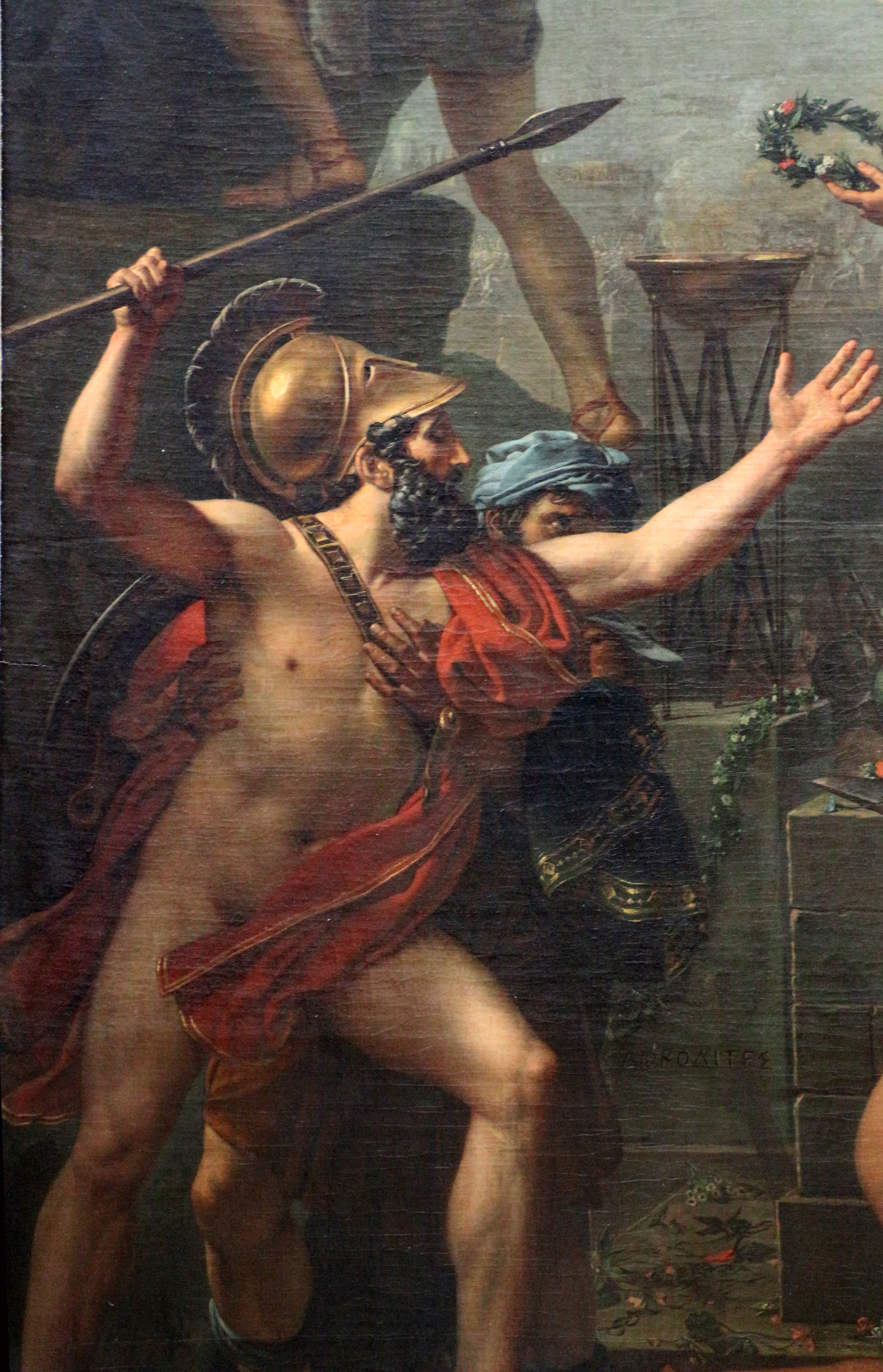
ジャック＝ルイ・ダヴィッドの『テルモピュライのレオニダス』に描かれた盲目の戦士エウリュトス。1814年。ルーヴル美術館所蔵。

エウリュトス（古希: Εὔρυτος, Eurytos, 英: Eurytus）は、古代ギリシアのスパルタの人物である。エウリュトスは盲目の戦士で、ペルシア戦争の重要な戦いの1つテルモピュライの戦いで戦死したと伝えられている。
ヘロドトスによると、エウリュトスは重い眼病を患っており、同様に眼病を患っていたアリストデモスとともにテルモピュライの戦いに参加したが、司令官レオニダス1世の許可を得て陣地から退避し、アルペノイで病床に伏せていた。そのため2人はともにスパルタに帰国するか、あるいは戦場で戦死することを選択できた。しかし両者はこの点について異なる考えを持ち、また協議することも好まなかった。そのためペルシア軍の迂回作戦を知ると、エウリュトスは武装を整え、戦場まで連れていくよう従者に命じた。そして戦場にたどりつくと勇壮な戦士を遂げた。一方、臆病風に吹かれたアリストデモスは帰国するほかなく、エウリュトスとともに戦場で戦わなかったアリストデモスを人々は非難した。
フランスの新古典主義の画家ジャック＝ルイ・ダヴィッドは1814年の『テルモピュライのレオニダス』（Léonidas aux Thermopyles）にエウリュトスを描いた。そこではエウリュトスは従者に導かれて戦場に戻り、戦列に加わる許可をレオニダス1世に求めている。